# Dacnusa hospita
Dacnusa hospita är en stekelart som först beskrevs av Forster 1862.  Dacnusa hospita ingår i släktet Dacnusa och familjen bracksteklar. Inga underarter finns listade i Catalogue of Life.